# Zadubravlje
Zadubravlje – wieś w Chorwacji, w żupanii brodzko-posawskiej, w gminie Garčin. W 2011 roku liczyła 912 mieszkańców.

## Charakterystyka
Zadubravlje jest położone na obszarze Slawonii, na wysokości 90 m n.p.m., 5 km od Garčina i 16 km od Slavonskiego Brodu.
Miejscowa gospodarka opiera się na rolnictwie.